# CFA 231+132 AT
Les 231+132 AT était une locomotives prototype Garratt commandée par la Compagnie des chemins de fer de Paris à Lyon et à la Méditerranée (PLM) pour l'exploitation de trains expresse sur la ligne d'Alger à Oran. Elle a servi de modèle pour la série 231+132 BT.

## Historique
Au début des années 1930, les locomotives existantes ne suffisaient plus pour faire face à l'augmentation du trafic sur la ligne d'Alger à Oran franchissant les montagnes de l'Atlas. La ligne, longue de 422 km, présente des pentes de 22 pour mille et des courbes d'un rayon de 300 m. Au début des années 1930, le trafic a fortement augmenté à la suite de l'ouverture de la ligne Oudja-Fés au Maroc et les trains sont devenus plus lourds, car les anciens wagons à trois essieux avec caisse en bois ont été remplacés par des wagons à bogies avec caisse en acier. De ce fait, le poids des trains est passé de 180 tonnes au début des années 1920 à plus de 400 tonnes dans les années 1930.
Comme les locomotives existantes ne suffisaient plus, la direction du PLM réseau d'Algérie (PLMA) commanda le prototype d'une puissante locomotive Garratt. En juillet 1932, la Société franco-belge a livré cette locomotive en collaboration avec Beyer-Peacock de Manchester, en Angleterre. Elle a été la première locomotive Garratt construite pour une vitesse supérieure à 80 km/h. La locomotive a facilement franchi la limite de vitesse de 120 km/h pendant les cours d'essai sur le réseau PLM en France et des essais sur la ligne Paris-Calais.
Le prototype a été modifié après les cours d'essai en Algérie, en particulier, la distribution Walschaerts a été remplacée par la distribution à soupapes type Cossart, qui actionne les soupapes par des cames rotatif, parce que la commande Walschaerts ne répondait pas aux exigences, en particulier à des vitesses élevées avec des temps d'admission courts. La nouvelle distribution a permis des admissions réduites jusqu'à 5 % et réduisait le laminage de la vapeur à son entrée dans le cylindre. C'était particulièrement important pour une exploitation économique, car sur un tiers de la ligne Alger-Oran, on roulait avec des crans inférieures à 7 %.
D'autres modifications ont été apportées, comme l'installation d'une pompe d'alimentation de chaudière réglable de ACFI, l'installation d'une double cheminée avec un échappement réglable.
Après les bons résultats des essais, la CFA, qui a succédé à la PLMA, a commandé la première série de 12 locomotives 231+132 BT chez la Société franco-belge.
La locomotive 231+132 AT a été utilisée avec les locomotives 231+132 BT pour le service de trains express lourds. Avant la guerre, les locomotives circulaient également sur les lignes vers Constantine et Ghardimaou à la frontière tunisienne et vers Oudja au Maroc. Les locomotives souffraient de la mauvaise qualité de l'eau avec laquelle elles devaient travailler, ainsi que du manque d'entretien des chaudières et des graves dommages subis pendant la guerre. À la fin de la guerre, leurs chaudières étaient pratiquement usées et il n'y avait plus de pièces de rechange pour la commande électrique de la distribution. Elles ont donc été remplacées par des locomotives diesel et ont été mises hors service en 1950. Ils ont été vendus en Espagne pour être mis à la ferraille.

## Technique
La locomotive était composée de deux bogies moteurs Pacific placés dos à dos et reliés par un châssis rigide supportant la chaudière et l'abri. Chaque bogie était équipé d'un moteur séparé à deux cylindres qui entraînait trois roues couplées. Un bogie avant, un bissel arrière et les boudins affaiblis de l'essieu moteur en centre des deux essieux accouplés amélioraient l'inscription du bogie moteur dans les courbes. Les bogies moteurs portaient également les approvisionnements : le bogie avant porte une caisse à eau, l'arrière une caisse à eau et la soute à charbon. Les caisses à eau avaient une forme parallélépipédiques contrairement aux formes cylindriques des caisses des locomotives 231+132 BT. L'échappement est du type PLM double variable.
Contrairement aux locomotives conventionnelles, la chaudière des locomotives Garratt n'est pas limitée par le train de roues situé en dessous. Elle a donc été conçue relativement courte, avec un grand diamètre de 2 m et une large foyer Belpair. L'électricité nécessaire à l'éclairage de la machine était produite par un turbo-générateur de 500 W, qui alimentait également la commande électrique de la distribution.